# Chablis (Yonne)
Chablis és un municipi francès, situat al departament del Yonne i a la regió de Borgonya - Franc Comtat. L'any 2007 tenia 2.472 habitants.

## Demografia

### Població
El 2007 la població de fet de Chablis era de 2.472 persones. Hi havia 971 famílies, de les quals 290 eren unipersonals (108 homes vivint sols i 182 dones vivint soles), 281 parelles sense fills, 332 parelles amb fills i 68 famílies monoparentals amb fills.
La població ha evolucionat segons el següent gràfic:
Habitants censats

### Habitatges
El 2007 hi havia 1.270 habitatges, 997 eren l'habitatge principal de la família, 95 eren segones residències i 178 estaven desocupats. 989 eren cases i 272 eren apartaments. Dels 997 habitatges principals, 622 estaven ocupats pels seus propietaris, 341 estaven llogats i ocupats pels llogaters i 35 estaven cedits a títol gratuït; 24 tenien una cambra, 93 en tenien dues, 182 en tenien tres, 283 en tenien quatre i 416 en tenien cinc o més. 623 habitatges disposaven pel capbaix d'una plaça de pàrquing. A 471 habitatges hi havia un automòbil i a 362 n'hi havia dos o més.

### Piràmide de població
La piràmide de població per edats i sexe el 2009 era:
| Homes | Edats   | Dones |
| ----- | ------- | ----- |
| 0     | 95 o +  | 8     |
| 4     | 90 a 94 | 16    |
| 12    | 85 a 89 | 64    |
| 20    | 80 a 84 | 12    |
| 44    | 75 a 79 | 40    |
| 60    | 70 a 74 | 80    |
| 44    | 65 a 69 | 80    |
| 56    | 60 a 64 | 52    |
| 76    | 55 a 59 | 36    |
| 76    | 50 a 54 | 108   |
| 88    | 45 a 49 | 52    |
| 104   | 40 a 44 | 112   |
| 112   | 35 a 39 | 100   |
| 60    | 30 a 34 | 88    |
| 92    | 25 a 29 | 76    |
| 84    | 20 a 24 | 48    |
| 68    | 15 a 19 | 84    |
| 104   | 10 a 14 | 92    |
| 84    | 5 a 9   | 84    |
| 64    | 0 a 4   | 76    |

## Economia
El 2007 la població en edat de treballar era de 1.510 persones, 1.145 eren actives i 365 eren inactives. De les 1.145 persones actives 1.058 estaven ocupades (585 homes i 473 dones) i 87 estaven aturades (35 homes i 52 dones). De les 365 persones inactives 103 estaven jubilades, 121 estaven estudiant i 141 estaven classificades com a «altres inactius».

### Ingressos
El 2009 a Chablis hi havia 1.014 unitats fiscals que integraven 2.377,5 persones, la mediana anual d'ingressos fiscals per persona era de 18.610 €.

### Activitats econòmiques
Dels 201 establiments que hi havia el 2007, 1 era d'una empresa extractiva, 8 d'empreses alimentàries, 6 d'empreses de fabricació d'altres productes industrials, 17 d'empreses de construcció, 74 d'empreses de comerç i reparació d'automòbils, 6 d'empreses de transport, 15 d'empreses d'hostatgeria i restauració, 10 d'empreses financeres, 12 d'empreses immobiliàries, 26 d'empreses de serveis, 16 d'entitats de l'administració pública i 10 d'empreses classificades com a «altres activitats de serveis».
Dels 50 establiments de servei als particulars que hi havia el 2009, 1 era una oficina d'administració d'Hisenda pública, 1 gendarmeria, 1 oficina de correu, 5 oficines bancàries, 2 funeràries, 4 tallers de reparació d'automòbils i de material agrícola, 1 taller d'inspecció tècnica de vehicles, 1 autoescola, 2 paletes, 4 guixaires pintors, 4 fusteries, 3 lampisteries, 4 electricistes, 3 perruqueries, 3 veterinaris, 7 restaurants, 2 agències immobiliàries, 1 tintoreria i 1 saló de bellesa.
Dels 20 establiments comercials que hi havia el 2009, 1 era un hipermercat, 1 un supermercat, 2 botigues de més de 120 m², 4 fleques, 5 carnisseries, 1 una botiga de congelats, 1 una peixateria, 1 una llibreria, 1 una botiga de roba, 1 una botiga d'equipament de la llar, 1 una sabateria i 1 una joieria.
L'any 2000 a Chablis hi havia 129 explotacions agrícoles que ocupaven un total de 2.492 hectàrees.

## Equipaments sanitaris i escolars
El 2009 hi havia 2 farmàcies i 1 ambulància.
El 2009 hi havia 1 escola maternal i 2 escoles elementals. Chablis disposava d'un col·legi d'educació secundària amb 373 alumnes.

## Poblacions més properes
El següent diagrama mostra les poblacions més properes.